# 宁波五散房
宁波五散房是中国建筑师王澍和搭档陆文宇在宁波鄞州公园内设计的5幢实验性建筑。建筑包含茶室、画廊、咖啡厅、管理用房，建筑手法包含“瓦爿墙”、异形经构和传统的夯土技艺，体现王澍的“新乡土主义”风格，并被利用于此后的中国美术学院象山校区二期工程和宁波博物馆中。

## 建筑格局
五散房共包括5座独立建筑，其中包括两间茶室及画廊、咖啡厅、管理用房各一。5幢建筑在建设中分别采用了5种不同的建筑方式，总面积2000平方米。
画廊的建筑面积565平方米，形态设计为“一波三折”，屋顶形似江南建筑的特征。建筑两侧设有砾石带，可设盆景。房屋表面为现浇混凝土和宁波当地“瓦爿”碎砖的结合，正门通过分片钢条形成遮光屏。第一幢茶室面积405平方米，形态设计为“碎影”，形状为“合院”形态，墙体通过分片预制件装配而成，形似融冰，屋顶为现浇混凝土。6扇构思来自传统园林的不同形状的门将建筑与外部空间相连。第二幢茶室面积为190平方米，形态设计为“随机的园林”，用以体现禅意。房屋为长条形，随机转向。墙体使用夯土墙筑成。建筑南面设有人工池塘，并通过一座小桥相连。咖啡厅建筑面积390平方米，形态设计为“风中的荷叶”，采用混凝土现浇，咖啡桌和椅子均为定制以契合建筑的形状。管理用房建筑面积650平方米，建筑思想为“曲折和波动”。建筑采用回收的旧青砖制成类似于竹林的外形，与地形相契合。
- 画廊
- 茶室1
- 茶室2
- 咖啡厅
- 管理用房

## 设计理念
五散房受宁波市鄞州区政府投资建设机构委托，建于鄞州中心区的鄞州公园内。建筑师依照宁波当地的建筑、气候、水土和材料形成人与自然共存的建筑。王澍称，五散房设计的考虑有三个方面。第一，如何在现代建筑中体现中国传统气质。第二，建筑如何脱离建筑本身，而更好地与环境相配合。第三，将夯土等中国传统建筑技艺和钢构玻璃、预制混凝土等建造方法进行尝试，为将来的建筑打下基础。与此同时，通过对传统工艺的重新应用，建筑师意图唤起传统手工艺的记忆，进而将它们投入现代建筑中。因而，王澍在施工过程中，无数次到工地，与建筑工人沟通，并不厌其烦地反复试验，以达到最初的设计理念。

## 影响
作为实验建筑，五散房中实验的建筑技法被利用在王澍后续的设计中。宁波博物馆在建设过程中参考了五散房中画廊的实验成果。在进行工艺改进之后，使用废旧砖块建成的“瓦爿墙”成为宁波博物馆建筑的特色工艺之一，这一设计延伸到后来的上海世博会宁波案例馆，并成为宁波城市建筑的标志性符号。五散房同时也为中国美术学院象山校区二期工程积累了建筑类型和建造方法的经验。
五散房也因对于人居和自然关系的理解，将传统建筑布局引入现代人居环境的努力和对本土材料、传统工艺的推广应用而获得2005年HOLCIM可持续建筑大奖赛亚太地区荣誉奖。

## 现状

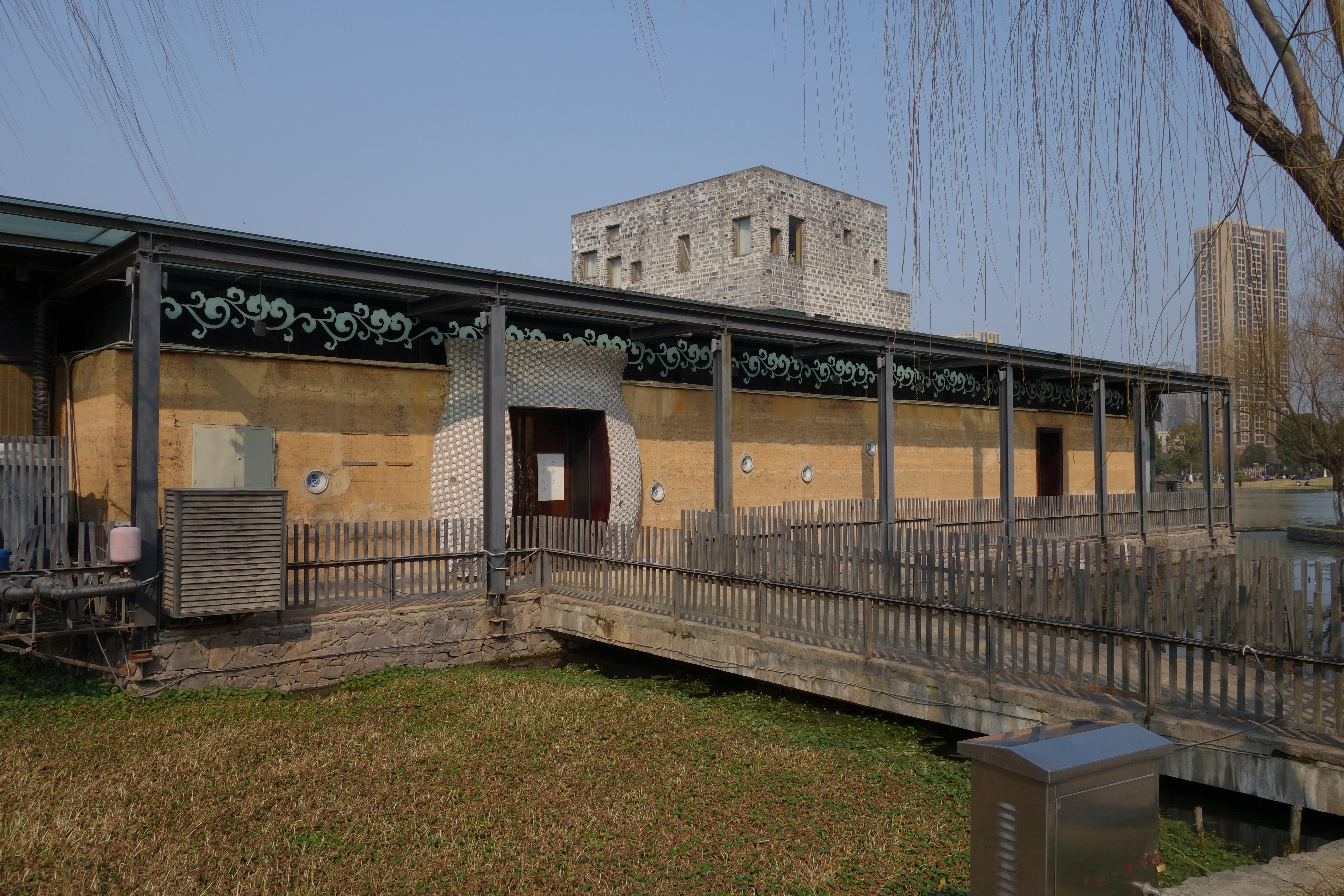
茶室外侧夯土墙被安上碗碟

五散房于2006年被移交给宁波市鄞州区园林绿化管理处负责管理。2007年，建筑被出租给了4家经营单位经营。但2012年，设计师王澍获得普利兹克建筑奖后，宁波媒体在探访五散房时，发现建筑受到了不同程度的改造。园林绿化管理处向租赁方下达了整改要求，而王澍本人则抱着旁观的心态，对建筑的破坏并不在意。
五散房中的画廊，2013年由宁波博物馆接管，改为“李元摄影艺术馆”，成为宁波博物馆的一座专题馆，用于承担摄影展览展示、讲座比赛和教育培训等功能。